# Famille de Sylvia
La famille de Sylvia est une famille collisionnelle identifiée au sein du groupe de Cybèle situé en périphérie externe de la ceinture principale d'astéroïdes. Elle est nommée d'après son membre le plus grand (87) Sylvia. Une étude publiée en 2015 estime à 263 le nombre d'astéroïdes appartenant à cette famille. Les astéroïdes de cette famille sont de type X.